# Prunella rubeculoides
Prunella rubeculoides là một loài chim trong họ Prunellidae.